# Delka
Delka (Eigenschreibweise DELKA) ist ein österreichisches Schuheinzelhandelsunternehmen mit Sitz in Wien (bis 2011 in Graz). Derzeit bestehen 33 Filialen in Wien, Niederösterreich, der Steiermark, dem Burgenland, Oberösterreich und seit 2017 auch in Tirol.

## Geschichte
15.02.1907: Gründung als Schuhwarenhausgesellschaft mit einer Filiale durch die Brüder Julius und Ludwig Klausner. Der Unternehmensname (Firma) leitet sich von deren Ehefrauen Dora und Ella Klausner ab und wurde früher Del-Ka geschrieben. Bis zum Ersten Weltkrieg umfasste das Unternehmen, das im Jahr 1922 in eine Aktiengesellschaft umgewandelt wurde, bereits sieben Filialen mit seinem Sitz in Wien. Die Aktienmehrheit des Unternehmens befand sich im Besitz der Anglo-Austrian Bank.
Dem als jüdisch geltenden Unternehmen wurde 1938 bereits am Morgen nach dem „Anschluss Österreichs“ ein kommissarischer Verwalter in der Person des Direktors der Aeterna Schuhfabrik AG und NSDAP-Mitglieds Josef Ziegler bestellt.
In der Nachkriegszeit wurde das Filialnetz stark ausgebaut und das Unternehmen beteiligte sich auch an ausländischen Unternehmen. Alleine in der Steiermark hatte das Unternehmen im Jahre 1949 neben der Stammfiliale in der Grazer Herrengasse auch noch Filialen in Eisenerz, Kapfenberg, Knittelfeld, Leibnitz, Leoben, Mürzzuschlag und Weiz. Im Jahr 1957 betrug das Filialnetz bereits 63 Geschäfte. 1975 bis 1978 stieg die deutsche Bahner-Gruppe („HAKO“) als Mehrheitsaktionär ein. Im Jahr 1978 kaufte das Unternehmen Stiefelkönig alle Aktien der Gesellschaft. Der Sitz wurde im Jahr 1989 von Wien nach Graz verlegt. 2001 fusionierten die beiden Unternehmen, Delka blieb aber eine eigenständige Vertriebslinie des Konzerns. 2003 ging Delka mit der gesamten Stiefelkönig-Gruppe in das Eigentum der BAWAG über.

## Gegenwart
Im Jahr 2011 trennte sich die Bawag von ihren Anteilen; neuer Eigentümer wurde die Salamander Austria GmbH, die mit ihren 35 Filialen Marktführer im hochwertigen Markenschuhsegment ist.
Seit der Übernahme durch Salamander wurde das Konzept weiterentwickelt.
Ende Juni 2023 wurde die Trennung der Ara-Gruppe von den Einzelhandelsaktivitäten um Salamander Österreich und Delka bekannt. Salamander meldete beim Arbeitsmarktservice rund 200 Beschäftigte zur Kündigung an, Delka rund 100 Angestellte.